# Sønder Kongerslev Sogn
Sønder Kongerslev Sogn er et sogn i Aalborg Østre Provsti (Aalborg Stift).
I 1800-tallet var Nørre Kongerslev Sogn og Komdrup Sogn annekser til Sønder Kongerslev Sogn. Alle 3 sogne hørte til Hellum Herred i Ålborg Amt. Sønder Kongerslev-Nørre Kongerslev-Komdrup sognekommune blev ved kommunalreformen i 1970 indlemmet i Sejlflod Kommune, der ved strukturreformen i 2007 indgik i Aalborg Kommune.
I Sønder Kongerslev Sogn ligger Sønder Kongerslev Kirke.
I sognet findes følgende autoriserede stednavne:
- Kongerslev (bebyggelse)
- Kongerslev Hede (bebyggelse)
- Kongstedlund (ejerlav, landbrugsejendom)
- Sønder Kongerslev (ejerlav)